# Comodesmus lanatus
Comodesmus lanatus är en mångfotingart som beskrevs av Cook 1896. Comodesmus lanatus ingår i släktet Comodesmus, ordningen banddubbelfotingar, klassen dubbelfotingar, fylumet leddjur och riket djur. Inga underarter finns listade i Catalogue of Life.